# HD 22522
HD 22522，又名BD+14 586，SAO 93524、HR 1102，是一颗恒星，视星等为6.39，位于銀經171.46，銀緯-31.35，其B1900.0坐标为赤經3h 32m 10.9s，赤緯+15° -31.35′ 7″。